# Народный комиссариат оборонной промышленности СССР
Народный комиссариат оборонной промышленности (НКОП) — один из центральных органов управления в СССР, действовавший с 1936 по 1939 годы.
Контролировал производство оборонной продукции.

## История
Образован 8 декабря 1936 года выделением из Наркомата тяжёлой промышленности.
В новое ведомство включили семь главных управлений, одно Всесоюзное объединение и два треста:
- ГУАП (авиастроение);
- Главморпром (судостроение);
- ГУВП (Главное управление военной промышленности, отвечавшее за выпуск вооружения);
- ГУП (Главное управление боеприпасов);
- Главоргхимпром (органическая химия);
- Главазот (взрывчатые вещества);
- Главэспром (Главное управление электрического и слаботочного оборудования);
- ВОТИ (Всесоюзное объединение заводов точной индустрии) — приборостроение;
- Всесоюзный аккумуляторный трест (выпуск источников питания);
- Трест «Спецсталь» (производство специальных сталей и сплавов).

С быстрым ростом производства разнообразных и сложных видов и типов вооружения и военной техники в НКОП возникали всё новые управления и отделы. Народный комиссар (нарком) и его заместители физически не могли справиться с таким объёмом работы, к ним трудно было попасть на приём для решения многочисленных производственных вопросов. Поэтому вскоре было принято решение разделить Народный комиссариат оборонной промышленности.
11 января 1939 года Указом Президиума Верховного Совета Союза ССР Наркомат оборонной промышленности был разделён на:
- Наркомат авиационной промышленности (нарком Каганович, Михаил Моисеевич),
- Наркомат судостроительной промышленности (нарком Тевосян, Иван Фёдорович),
- Наркомат вооружения (нарком Ванников, Борис Львович),
- Наркомат боеприпасов (НКБ) (нарком Сергеев, Иван Павлович).

В каждом из этих наркоматов были созданы военно-мобилизационные отделы.

## Руководство
Главным руководителем НКОП Союза ССР был нарком, ниже представлены персоналии находившиеся на этой должности:
| Рухимович, Моисей Львович   | 8 декабря 1936 года  | 15 октября 1937 года |
| Каганович, Михаил Моисеевич | 15 октября 1937 года | 11 января 1939 года  |

## Структура
Наркомат разделялся на главные управления, которым 30 декабря 1936 года были присвоены номера, некоторые из них:
- 1-е — производство самолётов;
- 2-е — судостроение;
- 3-е — изначально Главное артиллерийско-танковое управление, разукрупнено 17 января 1937 года (стало артиллерийским);
- 4-е — производство взрывчатки, пиротехники, капсюлей, снаряжение боевых припасов (разукрупнено 20 апреля 1937 года и 15 августа 1937 года);
- 5-е — изначально Главное управление слаботочной электропромышленности («Главэспром»)
- 6-е — изначально Главное управление военно-химической промышленности («Главвоенхимпром»);
- 7-е — производство брони;
- 8-е — производство артиллерийских орудий (с января 1937 года);
- 9-е — производство оптических приборов (с января 1937 года);
- 10-е — точная индустрия;
- 11-е — изначально производство аккумуляторов, затем производство пороха (с апреля 1937 года);
- 12-е — выделено из 4-го (с апреля 1937 года)
- 13-е — производство корпусов артиллерийских снарядов и авиационных бомб (с августа 1937 года);
- 14-е — производство взрывателей и трубок (с августа 1937 года);
- 15-е — производство стрелкового вооружения (выделено из 3-го ГУ 9 октября 1937 года);
- 17-е — производство минного вооружения (организовано 26 сентября 1937 года);
- 18-е — производство авиационных моторов;
- 21-е — производство гильз;